# 14535 Kazuyukihanda
A 14535 Kazuyukihanda (ideiglenes jelöléssel 1997 RF) a Naprendszer kisbolygóövében található aszteroida. Hiroshi Abe fedezte fel 1997. szeptember 1-jén.
A bolygót Kazuyuki Handa-ról (1926–), a Sakurae Tenmon Doukoukai csillagászatnépszerűsítő csoport egyik tagjáról nevezték el.

## Kapcsolódó szócikk
- Kisbolygók listája (14501–15000)